# قرن 9 هـ
القرن التاسع الهجري في التقويم الإسلامي أو التقويم الهجري هو القرن الذي يطابق ما بين السنوات من 1397 إلى 1493 للميلاد.

## أحداث
- من أهم أحداث القرن التاسع مايلي:

غزو تيمور لنك للبلاد الإسلامية وقتل السلطان بايزيد.
تولي السلطان برقوق أول السلاطين البرجية.
معارك السلطان مراد مع الروم 847هـ
أفول نجم المماليك تمهيدا للقضاء عليهم من العثمانيين
الصلح بين المماليك والعثمانيين 890هـ بعد كر وفر.
أفول نجم دولة الخرفان البيض تمهيدا لظهور الدولة الصفوية.

## مواليد
- مولد ابن أبي العز عام 831 هـ
- مولد شمس الدين السخاوي عام 831 هـ
- مولد محمد الفاتح عام 833 هـ
- مولد أحمد بن ماجد عام 836 هـ
- مولد جلال الدين السيوطي عام 849 هـ

## وفيات
- وفاة ابن خلدون عام 808 هـ
- وفاة الفيروزآبادي عام 816 هـ
- وفاة ابن حجر العسقلاني عام 852 هـ
- وفاة تقي الدين المقريزي عام 865 هـ
- وفاة محمد الفاتح عام 880 هـ
- وفاة ابن المفلح عام 884 هـ